# Teresa Noce
Teresa Noce (Torino, 29 luglio 1900 – Bologna, 22 gennaio 1980) è stata una partigiana e politica italiana.
È ricordata per essere stata fra i fondatori del Partito comunista italiano e una delle 21 donne elette all'Assemblea costituente italiana. A lei si deve la proposta di legge in difesa della maternità, divenuta nel 1950 legge 860 per la “Tutela fisica ed economica delle lavoratrici madri”.

## Biografia
Nata nel 1900 a Torino da una famiglia operaia e costretta ad abbandonare molto presto la scuola, continuò a istruirsi da autodidatta, svolgendo vari mestieri.
Nel 1921 fu fra le fondatrici del Partito comunista italiano. Nell'ambiente politico torinese conobbe Luigi Longo, studente di ingegneria che ricopriva già incarichi di responsabilità politica. Si sposarono nel 1926 ed ebbero tre figli, uno dei quali morirà in tenera età. Nel gennaio 1926 i due espatriarono, stabilendosi prima a Mosca e poi a Parigi.
Da qui Teresa Noce compì numerosi viaggi clandestini in Italia per svolgervi propaganda e attività antifascista. Nei primi anni trenta, fece ritorno a Mosca con Longo e quindi nuovamente a Parigi, dove partecipò, con Xenia Silberberg, alla fondazione del giornale Noi donne, inizialmente uscito come foglio clandestino. Nel 1936 insieme con il marito si recò in Spagna tra i volontari accorsi in difesa della Repubblica dopo lo scoppio della Guerra civile spagnola, nel corso della quale curò la redazione del giornale degli italiani combattenti nelle Brigate internazionali, Il volontario della libertà. Lì assunse il nome di battaglia di Estella.
Rientrata in Francia pubblicò, nel 1937, Gioventù senza sole, romanzo autobiografico dedicato al racconto della sua giovinezza torinese. Allo scoppio della Seconda guerra mondiale venne internata nel campo di Rieucros; liberata per intervento delle autorità sovietiche e autorizzata a lasciare la Francia e a ritornare a Mosca, dove vivevano i figli, ne fu impedita dall'invasione tedesca dell'Unione Sovietica, avvenuta nel giugno 1941. Rimase in Francia, a Marsiglia, dove prese a lavorare per il Partito comunista francese come responsabile della MOI (Mano d'opera immigrata) e partecipò alla Resistenza nel gruppo dei Francs-tireurs-et-partisans. Nel 1943 venne arrestata e, dopo alcuni mesi di carcerazione, deportata in Germania, prima nel campo di concentramento di Ravensbrück, poi in Baviera, a Flossenbürg e infine a Holleischen, campo cecoslovacco in cui furono deportati molti prigionieri quando, nell'autunno del 1944, il lager bavarese fu chiuso. A Holleischen fu adibita a lavoro forzato in una fabbrica di munizioni fino alla liberazione del campo da parte dell'esercito sovietico.

### Il dopoguerra

Teresa Noce al Congresso della FIOT nel 1948

Alla fine della guerra, ritornata in Italia, fu tra le promotrici dei treni della felicità, l'iniziativa di ospitalità presso famiglie emiliane di bambini provenienti dal Sud disastrato dalla guerra e dai bombardamenti.
Il 2 giugno 1946 fu tra le 21 donne elette all'Assemblea costituente italiana. Insieme con Maria Federici (DC), Nilde Iotti (PCI), Lina Merlin (PSI), Ottavia Penna (Uomo Qualunque) fu una delle cinque donne entrate a far parte della Commissione speciale, incaricata di elaborare e proporre il progetto di Costituzione da discutere in aula, divenuta nota col nome di Commissione dei 75, presieduta da Meuccio Ruini, già presidente del Consiglio di Stato.
Dal 1947 fu segretaria nazionale della FIOT, il sindacato delle operaie tessili e nel 1948 fu eletta alla Camera nella prima legislatura del parlamento repubblicano, nel quale si distinse come proponente della legge 26 agosto 1950 n. 860 per la "Tutela fisica ed economica delle lavoratrici madri" che, sostituendo la precedente normativa in materia del 1934, costituì la base della legislazione sul lavoro femminile fino alle leggi degli anni Settanta sulla parità tra donne e uomini. L'impegno sindacale portò Teresa Noce a ricoprire l'incarico di presidente dell'Unione Internazionale Sindacale dei Lavoratori tessili e dell'abbigliamento (UISTA) con sede a Varsavia e, da quando nel 1955 lasciò la segreteria della FIOT, divenne segretaria dell'UISTA stessa la cui sede venne spostata a Milano.
Luigi Longo nel 1953 ottenne l'annullamento del matrimonio a San Marino, presentando un documento che conteneva una firma contraffatta di Teresa Noce. Nelle sue memorie (p. 411) riporta di avere appreso questo fatto dalle pagine del Corriere della Sera e che per lei rappresentò un evento «grave e doloroso più del carcere, più della deportazione». La sua decisione di rivolgersi alla Commissione Centrale di Controllo del PCI con l'intento di denunciare il comportamento di Longo fu considerata inopportuna da una parte del gruppo dirigente del Partito e questo determinò la sua esclusione dalla Direzione.
Nel 1954 si allontanò dalla politica attiva ritirandosi gradualmente a vita privata, ma dal 1959 si impegnò nel CNEL quale membro della CGIL. Nel 1974 pubblicò la sua autobiografia, Rivoluzionaria professionale, che racconta, insieme alla sua storia personale, la vicenda del Partito comunista italiano dalla sua fondazione.
Morì a Bologna, all'età di 79 anni, il 22 gennaio 1980. Nel 2013 le sue spoglie sono state traslate nel Monumento Ossario ai caduti partigiani alla Certosa di Bologna.

## Riconoscimenti
- La città di Bologna le ha intitolato un giardino nel Quartiere Borgo Panigale-Reno.[9]
- Alcune città, fra cui Torino, Milano e Parma, le hanno dedicato una via o una piazza.

## Opere
- T. Noce, Gioventù senza sole, Parigi, Edizioni di Coltura, 1938 (ristampe: Roma, Macchia, 1950; Roma, Editori Riuniti, 1973)
- T. Noce (Estella),...Ma domani farà giorno; prefazione di Pietro Nenni, Milano, Cultura nuova, 1952 (ristampe: Roma, Editori Riuniti, 1965; Roma, Harpo, 2019)
- T. Noce, Le avventure di Layka, cagnetta spaziale, Milano, Gastaldi, 1960 (ristampa: Roma, Red Star Press, 2018)
- T. Noce, Rivoluzionaria professionale, Milano, La Pietra, 1974 (ristampe: Milano, Bompiani, 1977; Milano, Aurora, 2003; Roma, Red Star Press, 2016)
- T. Noce, Vivere in piedi, Milano, Mazzotta, 1978